# František Bublan
František Bublan (* 13. ledna 1951 Třebíč) je český politik a teolog, bývalý ministr vnitra, bývalý ředitel civilní rozvědky, v letech 2006 až 2012 poslanec Poslanecké sněmovny PČR coby nestraník za Českou stranu sociálně demokratickou, v letech 2012 až 2018 senátor za obvod č. 53 – Třebíč. Od července 2019 do července 2024 byl členem Rady Ústavu pro studium totalitních režimů.

## Životopis
Studoval na Gymnáziu Třebíč (1966–1969). Pak od roku 1969 studoval na Vysoké škole zemědělské v Brně, kde ale po dvou letech studia přerušil a přešel na Cyrilometodějskou bohosloveckou fakultu v Litoměřicích, kterou absolvoval roku 1976. Následně po dobu dvou let pracoval jako duchovní v Mikulově a Břeclavi. Poté, co v roce 1977 podepsal Chartu 77, byl mu odebrán státní souhlas k výkonu činnosti duchovního a musel pracovat v dělnických profesích. V letech 1979–1990 byl řidičem, zpočátku pro podnik Potraviny Brno, později řidičem sanitky v nemocnici v Tišnově.
Po sametové revoluci byl od roku 1991 zaměstnán u Bezpečnostní informační služby (respektive její československé předchůdkyně FBIS), nejdříve jako operativní důstojník a analytik, později jako manažer. V letech 2001–2004 působil ve funkci ředitele civilní rozvědky, Úřadu pro zahraniční styky a informace. Po listopadu 1989 rovněž vystudoval Bankovní institut vysokou školu v Praze (1995–1997).
Je ženatý, má tři děti. Jeho manželka se věnuje sociální a charitativní činnosti.
V roce 2004 ho Stanislav Gross vybral jako svého ministra vnitra. Zastával pak tento post ve vládě Stanislava Grosse a vládě Jiřího Paroubka od 4. srpna 2004 do roku 2006, ve funkci vystřídal Stanislava Grosse. Během svého působení v čele rezortu řešil kauzu CzechTek, tvrdý zásah policie proti účastníkům taneční party, a byl za provedení akce terčem silné kritiky.
Ve volbách v roce 2006 byl zvolen do poslanecké sněmovny za Českou stranu sociálně demokratickou (lídr kandidátky ČSSD za volební obvod Kraj Vysočina). Byl předsedou sněmovního Výboru pro bezpečnost. Poslanecký mandát obhájil i ve volbách roku 2010. Byl předsedou výboru pro obranu a bezpečnost, po jeho rozdělení od prosince 2011 předsedou výboru pro bezpečnost. Ve sněmovně setrval do října 2012, kdy na poslanecký mandát rezignoval. Do roku 2010 byl stínovým ministrem vnitra za ČSSD.
V senátních volbách roku 2012 byl zvolen do horní komory parlamentu v senátním obvodu č. 53 – Třebíč. Získal v 1. kole 27 % hlasů a v 2. kole zvítězil poměrem 58 : 42 nad komunistou Josefem Zahradníčkem. Ve volbách do Senátu PČR v roce 2018 svůj mandát senátora již neobhajoval. V červenci 2019 byl zvolen členem Rady Ústavu pro studium totalitních režimů. Získal 44 hlasů od 74 senátorů. Funkční období člena Rady ÚSTR je pět let.